# Elspeth Attwooll
Elspeth Attwooll (ur. 1 lutego 1943 w Chislehurst) – brytyjska i szkocka polityk oraz nauczycielka akademicka, od 1999 do 2009 deputowana do Parlamentu Europejskiego.

## Życiorys
Po ukończeniu studiów została nauczycielem akademickim, wykładała jurysprudencję prawniczą i teorię prawa na University of Glasgow. Pracowała także w genewskim biurze Międzynarodowej Organizacji Pracy. Zaangażowana w działalność szkockich liberalnych demokratów, wielokrotnie bez powodzenia kandydowała do Izby Gmin. Została przewodniczącą partyjnej szkockiej organizacji kobiecej, a także wiceprzewodniczącą stowarzyszenia zrzeszającego związane z jej ugrupowaniem związki zawodowe.
W 1999 i 2004 z listy Liberalnych Demokratów uzyskiwała mandat posłanki do Parlamentu Europejskiego. Była członkinią grupy ELDR (V kadencja) i następnie frakcji ALDE (VI kadencja). Pełniła m.in. funkcję wiceprzewodniczącej Komisji Rozwoju Regionalnego (2004–2007) oraz Komisji Rybołówstwa (2007–2009). W 2009 nie ubiegała się o reelekcję.